# 傳承國際學校
傳承國際學校（葡萄牙語：Gerações – Escola Internacional）是澳門其中一所國際學校，由澳門中葡國際學校協會創辦，校舍位於路環石排灣馬路12a地段，為中、小、幼一條龍學校。該校以英文為第一語言，其次是葡萄牙語和普通話教育。

## 歷史
2021年11月17日，澳門特區政府公報於編號：46，第二組上公佈章程，以私人公證員證明書方式確認成立“澳門中葡國際學校協會”。據當時官網中介紹，該會將開發和管理/運營致力於推廣葡萄牙語、漢語和英語語言和文化的國際學校，承擔固有的教學和財務責任；推廣澳門的文化價值；與追求教育、文化和體育興趣的機構合作。
2022年12月22日，教育及青年發展局就澳門中葡國際學校協會申請建立國際學校舉行租用協議書簽署儀式，協議書中表示「將位於路環聯生填海區鄰近石排灣馬路之地段12a的學校設施（校舍一）租予該會」，由局長龔志明代表澳門特區政府該協會代表、澳門特別行政區行政會委員歐安利簽署相關協議。教青局在新聞稿中指，為回應社會對多種語文授課的需求，澳門需要配置具國際課程元素的學校，豐富澳門非高等教育的內涵，為學生提供更多元化的選擇，並配合特區政府引進人才的方向，為學生提供適切的學習機會，培養國際人才。特區政府將繼續貫徹「教育興澳」和「人才建澳」的施政理念，持續改善非高等教育學校的環境，同時引入不同國際元素的課程，促進澳門非高等教育的多元發展。

## 校舍及招生狀況
據澳門中葡國際學校協會負責人介紹，該校於2023年1月初接受澳門日報訪問時表示，學校樓高5層，內設食堂、室內及戶外運動場地、禮堂、圖書館和兒童設施等。預計於2023學年開辦，將設有K1至K3幼稚園課程，其中K1學生正進行招生，又計劃在同年3月招收K2、K3、小一至小三學生，亦計劃在2024學年同時增設並招收小四至小六年級及中學課程的學生。
2024年9月3日，學校首學年開學，開設幼稚園至初二年級，合共十一級，每級一班。採用小班教學，並推出國際文憑中學課程。

## 領導層
- 校長：羅莎 · 比莎若 (Rosa Bizarro)
- 創辦人：歐安利、左立基
- 校董會主席及學校行政總監：左宜君
- 財務及行政總監：劉祖兒

## 民間輿論及政府官員反應
2022年4月，行政長官賀一誠出席立法會全體會議回應議員提問時表示澳門除需要基礎教育學校，還需要吸引人才所需的國際學校，政府會作出“兩手”準備，在不久將來會有兩所新的國際學校。
2022年8月30日，澳門本地報紙媒體正報向教育及青年發展局詢問兩間國際學校的地址，當時在政府和民間中未能肯定；然而，坊間已流傳位於路環大型樓盤項目“金峰‧南岸”對面的「12a」地段已有建築群落成，而當時傳媒和民間未能肯定是否用作國際學校用途。
2022年10月1日，社會文化司司長歐陽瑜表示，位於路環石排灣12a地段的兩所國際學校的建築工程已基本完成，正等待收則後交由教青局再與學校簽訂協議後投入使用。
該校創辦機構與澳門特區政府簽署租用儀式前，2022年年初據澳門本地媒體澳門每日時報報道，澳門培正中學計劃在該校地段（石排灣馬路12a地段）內建立國際部。而社會文化司司長歐陽瑜於2022年3月3日回應記者提問時表示，教育部門需再研究有關需要，她又稱澳門培正中學已提交相關申請，但目前仍未獲批。2023年3月2日，教育及青年發展局證實路環聯生填海區鄰近石排灣馬路的另一國際學校地段獲判給予澳門培正中學。並於同年3月9日簽訂設施租用協議書，該校部預計於2024/2025學年開始運作，開辦推行國際元素的課程，提供多語文授課。

## 外部連結
- 傳承國際學校官方網站
- 《公報》編號: 46,第二組
- 第100/2022號社會文化司司長批示